# 米拉瓦列斯
米拉瓦列斯（西班牙語：Miraballes）是西班牙巴斯克自治区比斯开省的一个市镇。总面积5平方公里，总人口4104人（2001年），人口密度821人/平方公里。